# Namibia na Letnich Igrzyskach Olimpijskich Młodzieży 2010
Namibię na Letnich Igrzyskach Olimpijskich Młodzieży w Singapurze w 2010 reprezentowało 6 sportowców w 5 dyscyplinach.

## Skład kadry

### Gimnastyka

#### Gimnastyka rytmiczna
- Anica Profitt

### Lekkoatletyka
- Julia Handyene
- Ndapandula Nghinaunye

### Pływanie
- Quinton Delie
  - 100 m st. dowolnym - 40 miejsce w kwalifikacjach (54.40)
  - 200 m st. dowolnym - 39 miejsce w kwalifikacjach (1:59.83)

### Triathlon
- Abraham Louw

### Zapasy
- Jason Afrikaner